# Aptiv

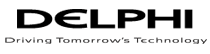
Logo della ex Delphi

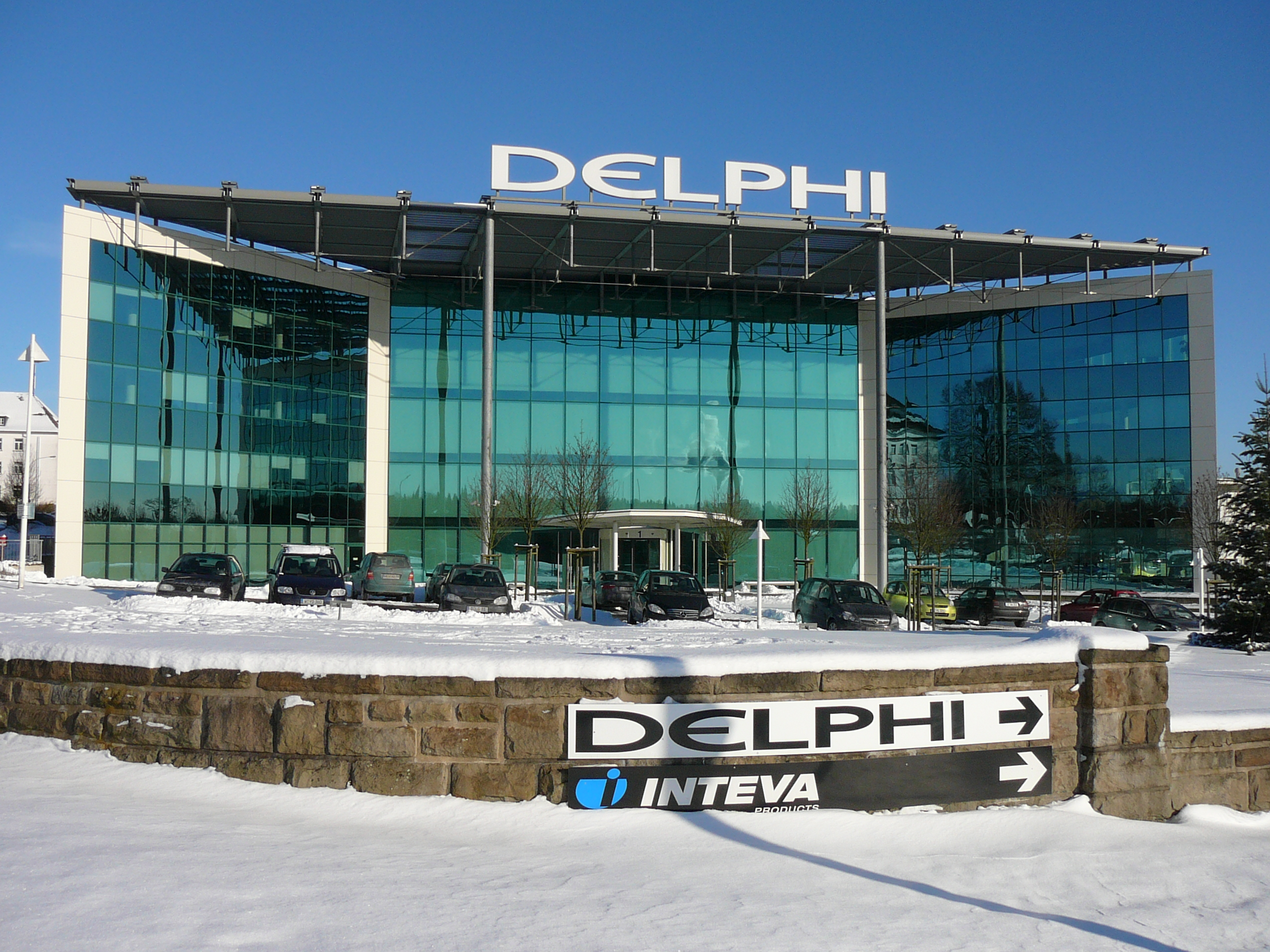
Sede della Delphi in Germania

Aptiv PLC (stilizzato •APTIV• e precedentemente noto come Delphi Automotive PLC) è una società globale di tecnologie per componenti automobilistici e per la mobilità incorporata nel Baliato di Jersey e sede operativa a Dublino in Irlanda.
Con uffici in tutto il mondo, l'azienda gestisce siti produttivi, 14 centri tecnici e centri clienti in 45 paesi; inoltre vi è quota alla borsa di Wall Street e fa parte della S&P 500. L'azienda contava un numero di dipendenti pari a 147.000 nel dicembre 2017.

## Storia
Il 5 dicembre 2017, la società ha cambiato nome in Aptiv Plc, dopo aver dismesso la Delphi (Delphi Technologies PLC) che ha continuato a commerciare con il vecchio simbolo DLPH.
I ricercatori dell'Università del Massachusetts hanno identificato la Delphi corp. come il 21° più grande produttore di inquinamento atmosferico negli Stati Uniti nel 2002. Secondo lo studio, le emissioni più tossiche del produttore includevano l'amianto (542 libbre/anno), composti di cromo (1.082 libbre/anno), composti di piombo (8.466 lb/anno) e acido solforico (17.600 lbs/anno), mentre le emissioni più massicce erano i glicoleteri (111.520 lbs anno) e l'acido cloridrico (80.000 l /a).